# Elecciones parlamentarias de Islandia de 2009
Las elecciones parlamentarias de Islandia de 2009 se celebraron el 25 de abril de ese mismo, tras la fuerte presión popular como resultado de la grave crisis financiera del país.

## Contexto
El 23 de enero de 2009 el primer ministro Geir Haarde, del Partido de la Independencia, anunció su renuncia como primer ministro y que no se presentaría a los siguientes comicios. Fijó un adelanto de las elecciones para el 9 de mayo de 2009. Sin embargo, las protestas continuaron, exigiendo la renuncia del gobierno y elecciones inmediatas. Finalmente, el 26 de enero renunció junto a todo su gabinete, comunicando también la disolución de la coalición que representaba en el gobierno, formada por la Alianza Socialdemócrata y el Partido de la Independencia.
El presidente de Islandia, Ólafur Ragnar Grímsson, solicitó entonces a la Alianza Socialdemócrata formar un nuevo gobierno, el cual finalmente se concretó el 28 de enero cuando la Alianza Socialdemócrata propuso junto al Movimiento de Izquierda-Verde a Jóhanna Sigurðardóttir para asumir el cargo de primer ministro, cosa que finalmente se concretó el 1 de febrero.

## Campaña

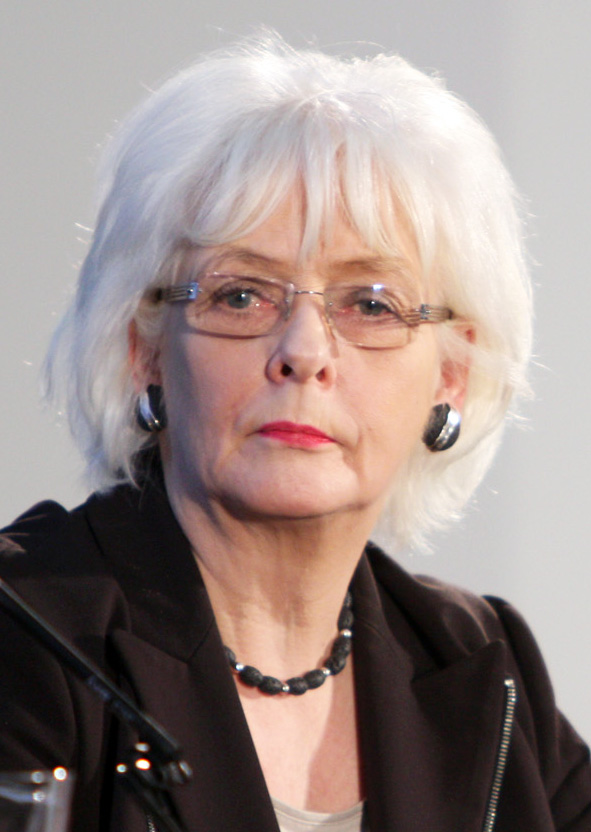
Jóhanna Sigurðardóttir Jan en el 2011.

Jóhanna Sigurðardóttir, que como primera ministra en el cargo había anunciado fuertes reformas financieras y el inicio de negociaciones con la Unión Europea para adoptar el Euro en unos cuatro años, decidió presentarse a la reelección. El Partido de la Independencia, que había gobernado el país hasta 2009 y que se encontraba en la oposición, presentó como candidato a Bjarni Benediktsson, hijo de Bjarni Benediktsson, antiguo primer ministro del país.

## Resultados
El 25 de abril se celebraron los comicios, otorgándole un total de 20 escaños a la Alianza Socialdemócrata, 16 para el Partido de la Independencia, 14 para el Movimiento de Izquierda-Verde y 9 para el Partido Progresista. Todas las formaciones políticas que obtuvieron representación mejoraron sus resultados respecto a las elecciones de 2007, a excepción del Partido de la Independencia, que obtuvo 9 escaños menos.
La Alianza Socialdemócrata y el Movimiento de Izquierda-Verde gobernarán en coalición.
| Resultados de las elecciones parlamentarias de Islandia del 25 de abril de 2009 |

| Partidos                                                                                 | Partidos                                                          | Líder                        | Votos   | %     | +/−%  | Escaños | +/− |
| ---------------------------------------------------------------------------------------- | ----------------------------------------------------------------- | ---------------------------- | ------- | ----- | ----- | ------- | --- |
|                                                                                          | Alianza Socialdemócrata (Samfylkingin)                            | Jóhanna Sigurðardóttir       | 55,758  | 29.8  | +3.0  | 20      | +2  |
|                                                                                          | Partido de la Independencia (Sjálfstæðisflokkurinn)               | Bjarni Benediktsson, Jr.     | 44,369  | 23.7  | −12.9 | 16      | −9  |
|                                                                                          | Movimiento de Izquierda-Verde (Vinstrihreyfingin – grænt framboð) | Steingrímur J. Sigfússon     | 40,580  | 21.7  | +7.4  | 14      | +5  |
|                                                                                          | Partido Progresista (Framsóknarflokkurinn)                        | Sigmundur Davíð Gunnlaugsson | 27,699  | 14.8  | +3.1  | 9       | +2  |
|                                                                                          | Movimiento de los Ciudadanos (Borgarahreyfingin)                  | no designated leader         | 13,519  | 7.2   | +7.2  | 4       | +4  |
|                                                                                          | Partido Liberal (Frjálslyndi flokkurinn)                          | Guðjón Arnar Kristjánsson    | 4,148   | 2.2   | −5.1  | 0       | −4  |
|                                                                                          | Movimiento Democrático (Lýðræðishreyfingin)                       | Ástþór Magnússon             | 1,107   | 0.6   | +0.6  | 0       | —   |
| Totales                                                                                  | Totales                                                           |                              | 187,180 | 100.0 |       | 63      | —   |
| Blancos: 6,226 (3.2%); Inválidos: 528 (0.3%); Participación: 85.1%. Fuente: Morgunblaðið |                                                                   |                              |         |       |       |         |     |